# Errinopora zarhyncha
Errinopora zarhyncha är en nässeldjursart som beskrevs av Fisher 1938. Errinopora zarhyncha ingår i släktet Errinopora och familjen Stylasteridae. Inga underarter finns listade i Catalogue of Life.